# Wright Pathfinder
Wright Pathfinder — одноэтажный автобус, выпускаемый производителем автобусов из Северной Ирландии Wrightbus с 1993 по 1995 год.

## История
Впервые автобус Wright Pathfinder был представлен в 1993 году. Всего было произведено 95 экземпляров: 38 на шасси Dennis Lance и 30 на шасси Scania N113CRL.
В Лондоне это были первые низкопольные одноэтажные автобусы. Первые опытные экземпляры эксплуатировались на маршрутах 120 и 222.
Производство завершилось в 1995 году.